# Сплітсько-Макарська архідієцезія

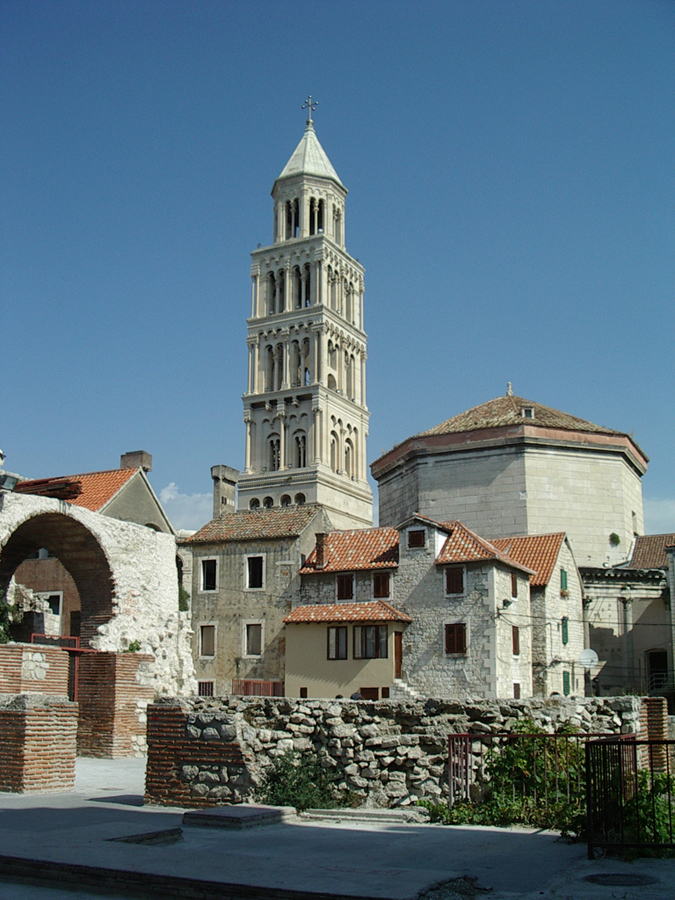
Кафедральний храм святого Дуе в Спліті

Сплітсько-Макарська архідієцезія (хорв. Splitsko-makarska nadbiskupija) — католицька архідієцезія — митрополія латинського обряду в Хорватії. Одна з чотирьох митрополій країни. Суфраганними дієцезіями по відношенню до неї є дієцезії Хвара, Шибеника, Дубровника та Котора (у сусідній Чорногорії).

## Історія
Найстаріша дієцезія Хорватії була заснована ще наприкінці III століття в Салоні (нині Спліт). Один з перших єпископів Салон — святий Дуе був закатований в часи переслідування християн імператором Діоклетіаном. Нині його ім'я носить кафедральний собор дієцезії в Спліті. Близько 500 року дієцезія була підвищена в статусі до архідієцезії-митрополії. У X столітті папа Лев VI дарував сплітському архієпископу титул примаса Далмації, який входив до титулатуру сплітський єпископів кілька століть.
1828 року Сплітська дієцезія була об'єднана з дієцезією Макарськи і включена в архідієцезію Зари (Задара). 27 липня 1969 року знову був відновлений статус архідієцезії-митрополії.

## Сучасний стан
За даними на 2004 рік у архідієцезії Спліт-Макарська налічувалося 428 382 вірних (92 % населення), 353 священики і 186 парафій.
Кафедральним собором дієцезії є собор святого Дуе в Спліті. Другий кафедральний собор дієцезії — собор святого апостола Петра знаходиться також в Спліті. У різні періоди існування дієцезії кафедральними соборами також служили собор святого Якова в Шибенику, собор святого Ловро в Трогірі і собор святого Марка в Макарсьці.